# Église de la Résurrection-du-Christ d'Oia
Pour les articles homonymes, voir Anastasis.
L'église de la Résurrection du Christ ou de l'Anastasis (en grec moderne : Ναός Αναστάσεως του Κυρίου / Naós Anastáseos tou Kyríou), surnommée église aux Dômes-Bleus, est une église chrétienne orthodoxe de style byzantin-cycladique, située à Oia sur l’île de Santorin dans l'archipel des Cyclades en Grèce. Surnommées les dômes bleus, avec l'église Saint-Spyridon voisine, elle est un des monuments emblématiques et pittoresques de l'île et des Cyclades.

## Histoire
Cette église, de petite taille, dédiée à la Résurrection du Christ, est construite en 1865 à environ 150 m de hauteur sur les sommets et à flanc de falaise de la caldeira de Santorin, avec une vue panoramique sur la mer Égée.

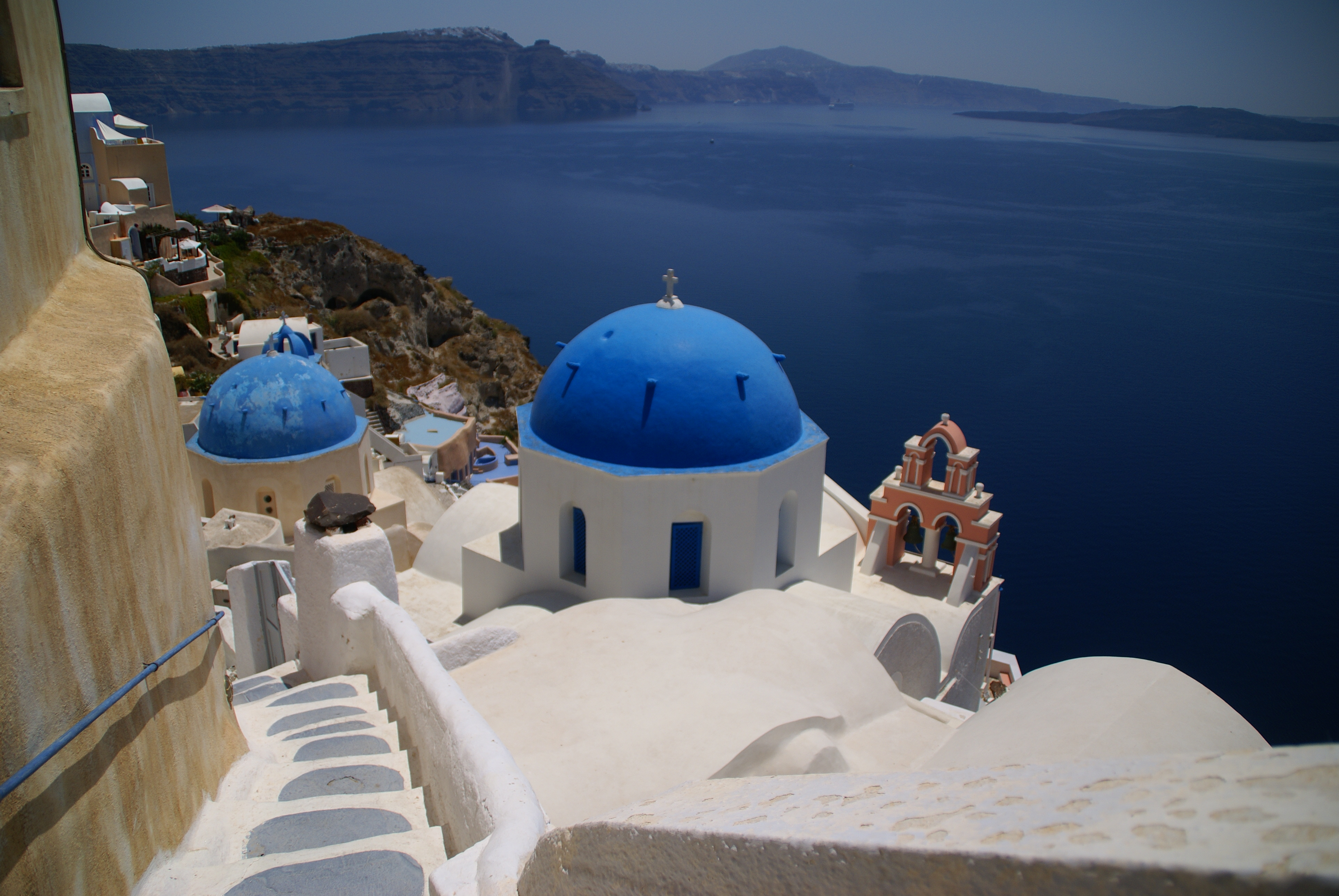
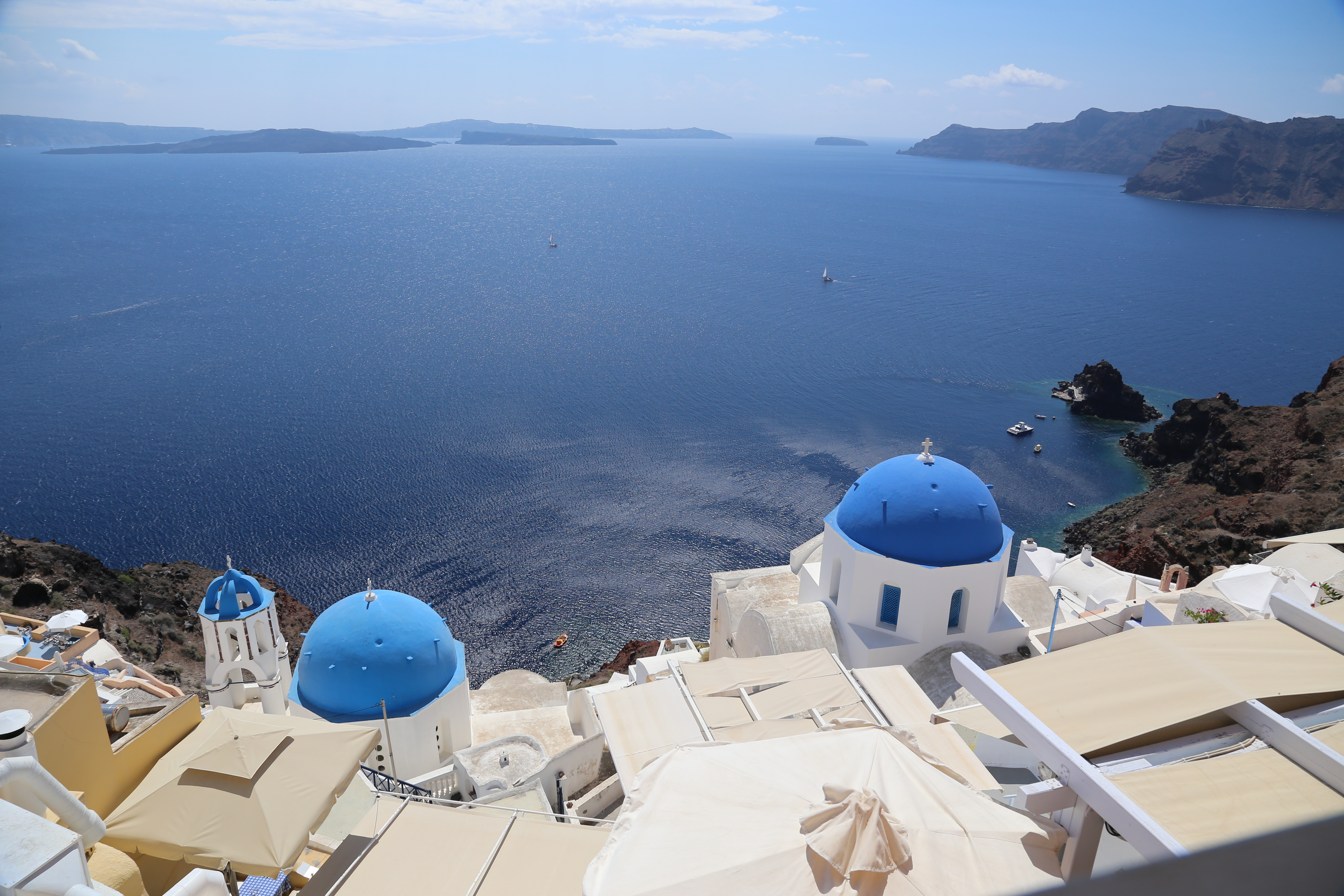

Elle est voisine de l'église Saint-Spyridon, dont la construction date de 1867, du même style en contrebas, et de l'église Saint-Jean-Baptiste (ou église aux Trois-Dômes).

## Architecture
Cette église dépouillée d’ornementation est typique de l'architecture des Cyclades, avec ses murs blanchis à la chaux, son dôme bleu azur de la couleur du ciel et de la mer (du drapeau de la Grèce) surmonté d'une croix blanche, et son clocher-mur ocre-rose à deux cloches vert-de-gris qui fait face à la mer.

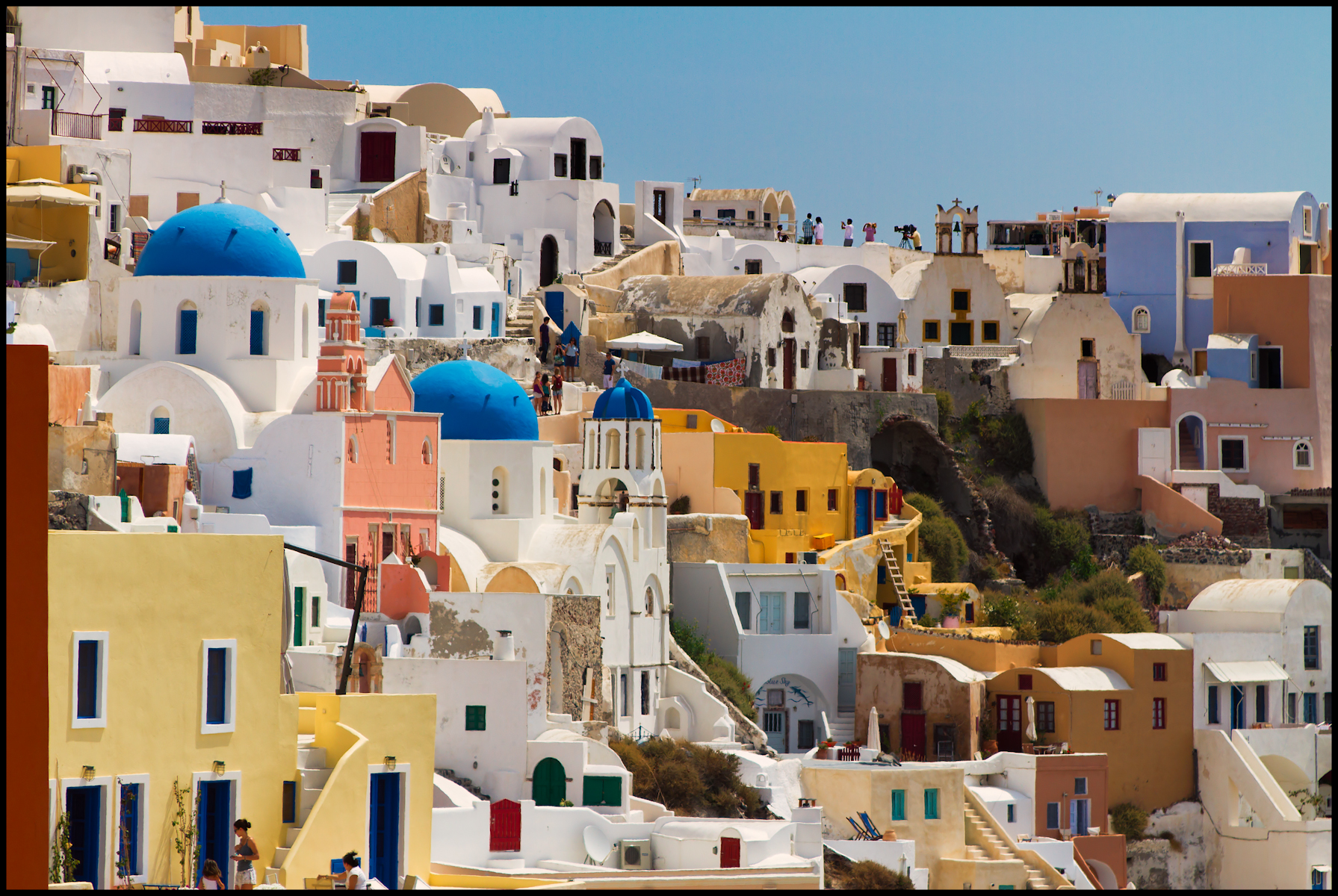
Vue coté clocher-mur ocre-rose
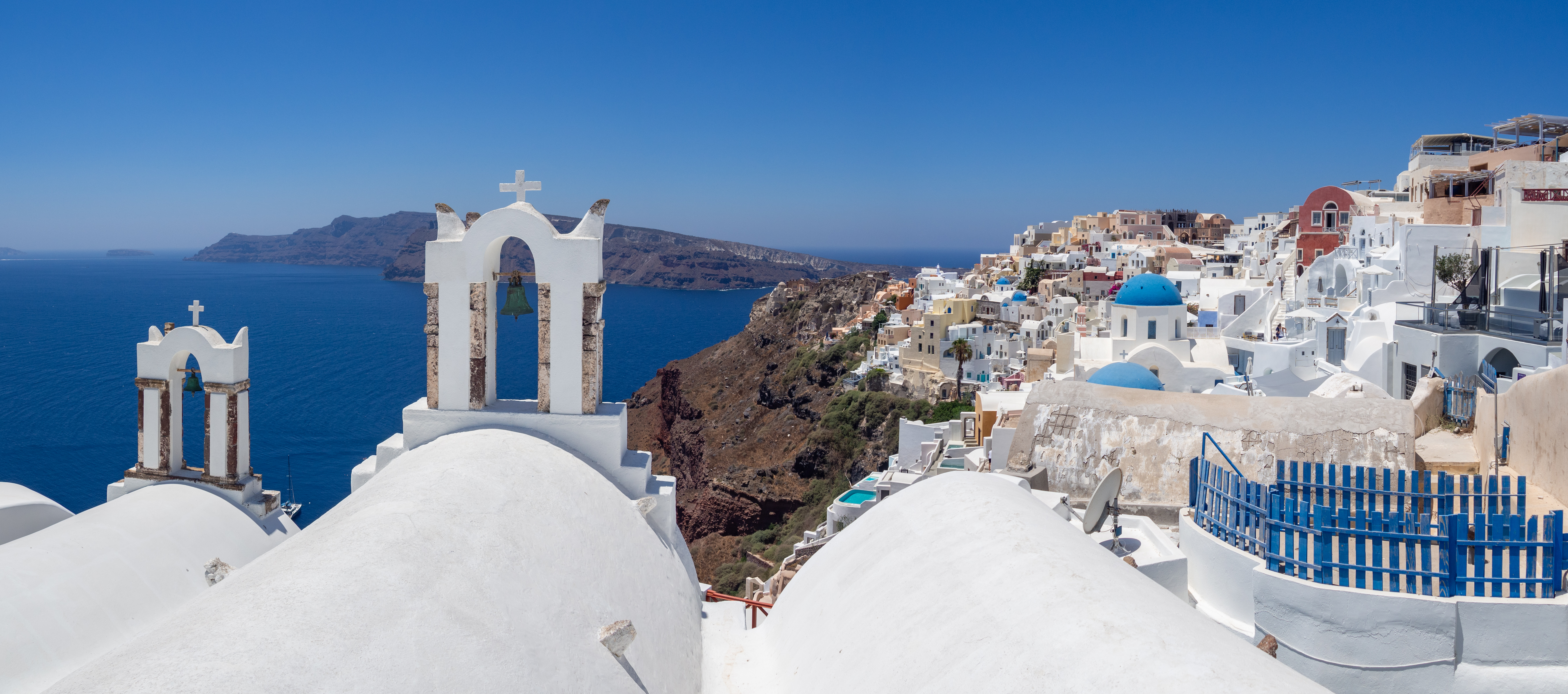
Vue depuis les toits voisins de l'église Saint-Jean-Baptiste d'Oia